# Schwerpunktthema
Als Schwerpunktthema (auch: Sternchenthema) wird in den Jahrgangsstufen 12 und 13 bzw. 11 und 12 (G8-Zug) der Oberstufe in  Baden-Württemberg ein fachspezifisches Themengebiet bezeichnet, welches potenziell in den Abiturklausuren abgefragt werden kann. Aufgrund des Zentralabiturs sind diese Themen vorher festgelegt. Die Veröffentlichung von Schwerpunktthemen birgt das Risiko, dass der Unterricht von diesen Themen allzu sehr dominiert wird, was zu folgendem Ergebnis führen kann (sog. Backwash-Effekt): Sowohl Schüler als auch Lehrer schenken den Schwerpunktthemen mehr Aufmerksamkeit als anderen Unterrichtsinhalten, Nicht-Schwerpunktthemen dagegen geraten in den Hintergrund.
Als Schwerpunktthemen werden in den meisten Fächern bestimmte Einheiten des Lehrplans benannt. Für das Fach Deutsch und die Fremdsprachen werden die Lektüren festgelegt, die in der Prüfung behandelt werden. Hierbei werden in Deutsch Themen aus den beiden angegebenen Lektüren zur Wahl gestellt, in der Fremdsprache ist entweder eine der Lektüren oder Landeskunde das Thema.
In Musik und Kunst werden die Themen und Werke benannt, deren Kenntnis für die schriftliche Abiturprüfung vorausgesetzt wird. In Mathematik, den Naturwissenschaften und Sport gibt es kein Sternchenthema; hier ist der gesamte Stoff der Pflichtbereiche der Kursstufe zu beherrschen, eventuell wird die Aufgabenstellung auf Lehrplaneinheiten beschränkt.
In Gemeinschaftskunde (bzw. Politik), Geschichte sowie Religion werden zwei Themenbereiche vorgegeben; der Schüler wählt in der Prüfung selbst den gewünschten Bereich aus, den er komplett bearbeiten möchte.
Das Kultusministerium veröffentlicht diese Themen knapp zwei Jahre im Voraus.